# 2015年日本动画在中国大陆下架事件
2015年日本动画在中国下架事件是自2015年3月起中华人民共和国文化部以查处“暴力、色情、恐怖”动漫为由，导致部分日本动画被自中国大陆互联网正版及盗版渠道下架的事件。该事件涉及数十部被其点名乃至未受指控的日本动画，故引起了相關争议。

## 起因
於2015年前数年，包括乐视网及土豆网在内的中国大陆互联网视频网站开始广泛提供日本深夜动画供用户观看，观看人数日趋增加；随后亦进行了一批量的正版引进，这些动画中的一部分被官方认为含有过度的血腥暴力，恐怖，色情内容表现。
官方的查处行动是基于中国大陆自2008年1月31日起施行的《互联网视听节目服务管理规定》第十六条规定：「互联网视听节目服务单位提供的、网络运营单位接入的视听节目应当符合法律、行政法规、部门规章的规定。……视听节目不得含有以下内容：……（七）诱导未成年人违法犯罪和渲染暴力、色情、赌博、恐怖活动的；……」执行的。

## 事件经过
中华人民共和国文化部于2015年3月31日下发“第二十三批违法违规互联网文化活动查处名单”，其中土豆网、优酷网、爱奇艺、乐视网、搜狐、酷米、腾讯视频等多家互联网视频网站被指责“涉嫌提供含有诱导未成年人违法犯罪和渲染暴力、色情、恐怖活动，危害社会公德内容的网络动漫产品”；上述网站遭到官方查处，不少于29部日本动画作品被列入查处名单，已悉数下架或被禁止搜索。文化部相关负责人称，本次清理是此前该机构“针对网络动漫市场低俗之风开展的专项整治”的持续和扩展。
2015年4月8日，查处扩大化传闻再起，《文化部整治暴恐动漫 第一批查处名单4月16日下架》一文开始在互联网上流传。官方工作人员表示，相关查处正在进行中，具体查处名单会另行公布；流传的消息则遭到多家涉事网站相关人员的否认。后文化部于2015年6月8日通过“央视新闻”新浪微博向社会正式公布一批下架作品，共38部；其称该举旨在澄清网上先后两次出现的不实“下架名单”，减少业界盲目猜测。
2015年6月8日，文化部公布针对事件的处罚结果：29家网络动漫经营单位遭行政处罚，8家违法动漫网站被关停。
其后每逢翡翠台、本港台重播以上“违规动画”時，廣東省有線電視就會把其替換成在同頻道預先錄製的其他節目。

## 后续影响

### 代理商自我审查
部分视频网站（如bilibili）将已引进的部分重口味的日本动画更改了译名，如更改为《章鱼老师》、《三年E班》、《极速教室》等“过审名称”（原译《暗杀教室》），“杀老师”改名为“黄老师”等。 ；或在动画画面中插入黑色帧，删节画面，改变画面颜色以规避审查。

### 重新上架
2015年5月19日及随后，乐视网等互联网视频网站将部分受事件影响的动画更改标题名后重新上架，或者采用仅在客户端提供视频的方式规避审查；其中部分则传出被再次下架。

### 文化部开通新浪微博被骂
2015年9月15日，文化部在新浪微博开通微博，开通微博后发布第一条微博后，没想到在这条微博下，评论立马呈直线增长，不到6小时突破6万，最多时达到了 30 万。因文化部之前整治“暴恐动漫”的行为引起中國动漫爱好者的不满，而在第一条微博疯狂骂流言的网友大多数都是动漫爱好者。还有网友呼吁广电总局也开通微博。

## 观点
- 中华人民共和国文化部：文化市场司副司长刘强认为，相关查处案件“事实清楚，证据确实充分”，涉案企业应当主动配合今后的查处工作，并“吸取教训，健全内容自审制度，落实自审责任”[7]。
- 北京电视台：在2015年4月19日的节目中指出“暴恐动漫”的“恶劣影响”，并列举出角色扮演者惊吓路人，学生产生心理问题，杀人犯受暴力漫画影响等社会现象；指出学者和民间亦呼吁出台相关分级制度[16]。
- 孙立军：加强网络文化市场秩序监管是非常有必要的，渲染暴力、色情、恐怖内容的动漫会给青少年带来非常不好的影响，但是监管的同时也要考虑到市场需求[17]。
- 中国大陆ACG爱好者及网友：

- 批评者认为官方此举过于粗暴，“一刀切”式的清理导致ACG爱好者遭受牵连，表达了自己的愤怒及抗议；
- 支持者认为一些日本动画广泛流传，但年龄限制上有着严格的划分，因此不适宜对少年儿童公开。
- 另一种观点认为其有利于中国大陆自产动画的发展，然而也有部分网友反驳，表示「若中国大陆的自产动画需靠下架外国优良动画作品来发展，那才更加可悲」。

## 下架名單
| 下架名單                                                                           |
| ---------------------------------------------------------------------------------- |
| 1.《東京殘響》                                                                     |
| 2.《BLOOD-C》                                                                      |
| 3.《學園默示錄》                                                                   |
| 4.《死亡代理人》                                                                   |
| 5.《寄生獸：生命的準則》                                                           |
| 6.《骷髏人》                                                                       |
| 7.《Another》                                                                      |
| 8.《地獄刑警》                                                                     |
| 9.《爆炸頭武士》                                                                   |
| 10.《東京喰種 第二季》（第一季也已在bilibili下架）                                 |
| 11.《刀劍神域第二季》                                                              |
| 12.《東京ESP》                                                                     |
| 13.《東京闇鴉》                                                                    |
| 14.《鬼泣》                                                                        |
| 15.《記憶女神的女兒們》                                                            |
| 16.《新妹魔王的契約者》                                                            |
| 17.《進擊的巨人》                                                                  |
| 18.《尸體派對》                                                                    |
| 19.《噬血狂襲》                                                                    |
| 20.《死囚樂園》                                                                    |
| 21.《死亡筆記》                                                                    |
| 22.《約會大作戰第二季》                                                            |
| 23.《心理测量者》                                                                  |
| 24.《女惡魔人》                                                                    |
| 25.《School Days》（日在校園）                                                     |
| 26.《妖精狩獵者》                                                                  |
| 27.《妖精的旋律》                                                                  |
| 28.《惡魔高校D×D》                                                                 |
| 29.《百花繚亂武士少女》                                                            |
| 30.《美少女死神 還我H之魂！》                                                      |
| 31.《女生萬歲第二季》                                                              |
| 32.《我的狐仙女友》                                                                |
| 33.《無賴勇者的鬼畜美學》                                                          |
| 34.《櫻通信》                                                                      |
| 35.《暗殺教室》（bilibili更名爲三年E班並刪減部分違規画面后重新上架，现已再次下架） |
| 36.《黑执事 Book of Circus》                                                       |
| 37.《大劍》                                                                        |
| 38.《吸血鬼同盟》                                                                  |